# Trinny Woodall
Trinny Woodall (Londres, 8 de fevereiro de 1964) é uma personalidade premiada de televisão, apresentadora, conselheira e especialista de moda e autora inglesa. Ela é melhor conhecida por ter protagonizado, ao lado de Susannah Constantine, o programa de televisão Esquadrão da Moda (What Not To Wear), da BBC em People+Arts. Participou como uma conselheira de moda do talk show norte-americano The Oprah Winfrey Show.

## Obras
- Ready 2 Dress: How to Have Style Without Following Fashion, Weidenfeld Nicolson (2000) (ISBN 0-3043-5425-2)
- What Not to Wear, Weidenfeld Nicolson (2002) (ISBN 0-2978-4331-1)
- What Not to Wear: The Rules, Weidenfeld Nicolson (2004) (ISBN 1-8418-8249-6)
- What Not to Wear: For Every Occasion, Weidenfeld Nicolson (2004) (ISBN 1-8418-8236-4)
- What You Wear Can Change Your Life, Weidenfeld & Nicolson (2004) (ISBN 0-2978-4356-7)
- What Your Clothes Say About You, Weidenfeld & Nicolson (2005) (ISBN 0-2978-4357-5)
- Trinny and Susannah: The Survival Guide, Weidenfeld & Nicolson, (2006) (ISBN 0-2978-4426-1)
- Trinny & Susannah Take on America: What Your Clothes Say about You, HarperCollins Publishers (2006) (ISBN 0-0611-3744-8)
- The Body Shape Bible, Weidenfeld & Nicolson (2007) (ISBN 0-2978-4454-7)